# كاتسوكي باكوغو
كاتسوكي باكوغو (باليابانية: 爆豪 勝己، بالروماجي: Bakugō Katsuki)، والمعروف أيضًا بلقبه كاتشان (かっちゃん Kacchan) واسم قدرته الديناميت (大・爆・殺・神ダイナマイト Daibaku Kisshin Dainamaito )، هو أحد الأبطال الرئيسيين في سلسلة مانغا أكاديميتي للأبطال لكوهي هوريكوشي. ميزته هي الانفجار (爆破)، والتي تسمح له بإحداث انفجارات مطلقة من يديه عن طريق تفجير المادة الشبيهة بـ "النتروجليسرين" التي تظهر عند تعرقه أثناء القتال؛ طوال السلسلة، كان يتعلم طرقًا مختلفة لتطبيق ذلك، والإفراط في استخدام قدرته يمكن أن تؤدي إلى كسر ساعديه.
عندما كان طفلاً، كان كاتسوكي يتنمر على صديق طفولته إيزوكو ميدوريا الذي لا يمتلك أي طاقة. وبعد دخولهما إلى ثانوية الأبطال المرموقة، فقد خسر كاتسوكي أمام إيزوكو في أحد التدريبات، وبدأ يراه بشكل مختلف.
بعد اختطاف كاتسوكي من قبل عصبة الأشرار، أدى ذلك إلى فقدان أول مايت لقدرته نتيجة عملية إنقاذه، مما جعله يلوم نفسه على تقاعد أول مايت، على الرغم من أن أول مايت طمأنه لاحقًا أنه لم يكن خطأه. أصبح كاتسوكي لاحقًا واحدًا من الأشخاص القلائل الذين يعرفون حقيقة طاقة إيزوكو.
تلقى كاتسوكي تعليقات إيجابية من النقاد، حيث قال الكثيرون أن شخصيته في تطور طوال المسلسل وكذلك علاقته مع إيزوكو. كما حظيت الأصوات الصوتية بالدبلجة اليابانية والإنجليزية بالثناء. وأيضاً صُنفت الشخصية في أغلب الأحيان على أنها المركز الأول في هذا الإنمي.

## الخُلق والتصور
في المسودة الأولى للمسلسل، كان كاتسوكي عبقريًا وذا شخصية لطيفة، ولكن هوريكوشي ألغى هذه الفكرة لأنها كانت مملة للغاية. وبدلاً من ذلك، قرر أن يجعل شخصيته قاسية وطموحة. كان هوريكوشي ينوي الحفاظ على شخصية كاتسوكي غير المتعاطفة، على الرغم من أنه قرر لاحقًا منحه التطور ليصبح شخصًا أكثر لطفًا مع استمرار القصة. وبعد العرض الأول للمسلسل، بدأ هوريكوشي في كتابة الشخصية من جديد مع وضع صوت نوبوهيكو أوكاموتو في الاعتبار. لم يتوقع هوريكوشي أن يصبح كاتسوكي شخصية مشهورة، ولذلك تفاجأ برؤية الشخصية تحتل مرتبة جيدة في الاستطلاعات الشعبية.
علق الممثل الصوتي الإنجليزي لكاتسوكي، كليفورد تشابين، بأنه غالبًا ما يضطر إلى إنهاء جلسات التسجيل مبكرًا بسبب انخفاض صوته نتيجة كثرة صراخ الشخصية. كما فضل الممثل الصوتي المشاهد الأكثر هدوءًا وعاطفية لدى الشخصية، حتى أنه يجعل الشخصية تبدو ضعيفة جدًا في بعض الأحيان.

## المظهر

### في أكاديمية للأبطال
يبدأ المسلسل على أنه طالب ذكي يطمح لأن يصبح أعظم بطل في العالم، ولكنه يتمتع بشخصية متعجرفة وعنيفة وفظة. غالبًا ما كان يتنمر على إيزوكو ميدوريا أثناء طفولتهم لأسباب غير معروفة حتى الآن. ومع ذلك، وبعد أن حصل إيزوكو على قدرة "الواحد من أجل الجميع"، التي تعود لأجيال عديدة، دخل هو وكاتسوكي إلى بطولة ثانوية الأبطال المرموقة. فكلاهما سجلان في الفصل 1-A. كان كاتسوكي يتلقى تطويرًا في شخصيته على قدم المساواة مع إيزوكو، ويتعلم أهمية العمل الجماعي والتعاون، ويصبح قائدًا، ويقبل المساعدة، وكيفية إنقاذ الآخرين من أجل الفوز. بدأ أيضًا في تطوير صداقاته مع زملائه في الفصل مثلاً أصبح صديقاً لإيجيرو كيريشيما ودينكي كاميناري. ومع ذلك، فإن كاتسوكي لا يزال متمسكًا بعادته في الصراخ.
بعد أن اختطفته عصبة الأشرار، ورفض عرضهم للانضمام إليهم، أنقذه البطل أول مايت، الذي هو بطل طفولته. ومع ذلك، فإن مسيرة البطل أول مايت انتهت عندما استخدم آخر قواه في القتال ضد العقل المدبر وعدوه اللدود، أول فور ون، هذا الأمر الذي ملأ قلب كاتسوكي بالذنب لاعتقاده أنه هو الذي وضع نهاية مسيرة أحد الأبطال العظماء. بعد فشله في اختبار ترخيص البطل المؤقت بسبب ذنبه وموقفه العدواني، أخذ كاتسوكي إيزوكو إلى اختبار منفرد، وكشف أنه قام أخيرًا بتجميع القطع معًا وحولها إلى قصة كيفية حصول إيزوكو على قدرة الواحد من أجل الجميع، من أول مايت. بعد ذلك، تحدى كاتسوكي إيزوكو في معركة ويسأله لماذا اختير إيزوكو لتلقي قدرة الواحد من أجل الجميع، حيث أنهما كانا معجبان بـ أول مايت. بعد هزيمة إيزوكو، يصل أول مايت ليوقف القتال، ويؤكد له أن ما حدث لم يكن خطأه، ويخبره بأصول الواحد من أجل الجميع، والإصابة التي حدت من عمله كبطل، وحاجته إلى خليفة، والقضاء على أول فور ون. بعد موافقته على إبقاء هذه المعلومات سرية، أصبح كاتسوكي واحدًا من الأشخاص القلائل الذين يعرفون حقيقة الواحد من أجل الجميع. وفي أثناء عودتهم إلى مساكن الطلبة، وعد كاتسوكي إيزوكو بأنه سيتفوق عليه يومًا ما، وكان رد إيزوكو عليه أنه سيتعين عليه بكل بساطة أن يرتفع إلى مستوى أعلى من كاتسوكي، مما شكل منافسة منافسة بين الاثنين.
يصبح هذا التنافش بمثابة إحياء سريع لصداقة طفولتهما وبدآ يتحدثان أكثر منذ القتال، على الرغم من أنهما في بعض الأحيان عدوانيين بشكل هزلي. وباعتباره أحد الأشخاص الذين يعرفون سر إيزوكو، فغالبًا ما يُعثر على كاتسوكي بأنه يتدرب مع إيزوكو لمساعدته في إتقان مراوغات اليقظة وحتى الجلوس في اجتماعاته مع أول مايت حول قدرة الواحد من أجل الجميع. أثناء حصوله على دروس قيمة نتيجة تدريبه مع إيزوكو وشوتو، مما جعل قلب كاتسوكي يبدأ في الانفتاح أكثر على الناس. ومع ذلك، فإن نقطة التحول في شخصية كاتسوكي تحدث أثناء الحرب مع جيش تحرير الخوارق. يراقب كاتسوكي إيزوكو، الذي بذل كل ما في وسعه لإبقاء تومورا شيغاراكي في الهواء، مع أنه كان على وشك الموت بسبب هجوم تومورا الثاقب عليه. في لحظة إلحاح خالص، يوقظ كاتسوكي تقنية تفجيرية جديدة تدفعه بسرعة كافية لدفع إيزوكو بعيدًا عن الطريق وتوجيه الضربات بنفسه.
بعد أن غادر إيزوكو ثانوية الأبطال المرموقة في أثناء آرك البطل المظلم، كان كاتسوكي وبقية طلاب الفصل 1-A يتعقبون إيزوكو لإعادته إلى المدرسة. إذ ألقى كاتسوكي خطاب اعتذار كبير له واعترف بأن السبب الذي دفعه إلى التنمر ورفض إيزوكو كان بسبب غيرته من شعوره بأن عقلية الصبي الذي لا يملك طاقة كانت أكثر شغفًا وأقرب إلى كونه بطلاً مما كان عليه (وهذا يشير إلى أنه كان يعلم أن التحول إلى بطل لا علاقة له بكونه مميزًا، أو له صلاحيات). كما اعترف أيضًا بأنه كان يخرج عقدة النقص لديه من إيزوكو طوال الوقت. وفي النهاية، أنهى حديثه بقول الكلمات التي كان يريد أن يقولها منذ أن كانا على وشك الموت: أنه آسف جدًا على كل شيء. فلقد كان جنبًا إلى جنب مع إبلاغ إيزوكو (الذي يقوله لأول مرة) وأن مساره الأخير لم يكن مضللًا على الإطلاق حتى في اللحظة التي حصل فيها على "الواحد من أجل الجميع"، وهو ما يستحقه بجدارة.
إن قوة كاتسوكي هي الانفجار؛ حيث أنه يعمل عن طريق تعرق كاتسوكي بمادة تشبه النتروجليسرين من كفيه، والتي تمكنه من تفجيرها حسب الرغبة. وطوال السلسلة، كان كاتسوكي يتعلم تطبيق ذلك بطرق مختلفة، مثل التحرك في الهواء، أو إنشاء ومضات من الضوء المسببة للعمى، أو قذف الحلفاء نحو الأعداء، أو إنشاء موجات صادمة لتكون بمثابة دفاع. ومع ذلك، فإن الإفراط في استخدام قدرته تجعل ساعديه تؤلمانه.
في المسلسل الأنمي المقتبس، أدّى صوت كاتسوكي نوبوهيكو أوكاموتو باللغة اليابانية وكليفورد تشابين باللغة الإنجليزية. وريوتا كوباياشي في المسرحية، وفي الدبلجة العربية أدّت صوته أميرة حذيفي في أول ثلاث مواسم، وبعد ذلك، استلم تأدية صوته أحمد حجازي.

### وسائط أخرى
أُضيفت شخصية كاتسوكي إلى أحد ألعاب الفيديو كشخصية قابلة للتعامل معها في أغسطس 2019. وفي عرض ترويجي متقاطع مع المنتقمون: الحرب الأزلية شارك كاتسوكي في محادثة قصيرة مع الرجل الحديدي.
يظهر كاتسوكي أيضًا في فورتنايت باتل رويال كأحد الشخصيات المتقاطعة إلى جانب إيزوكو ميدوريا وأوتشاكو أوراراكا وأول مايت.

## الاستقبال

### الشعبية
احتل كاتسوكي باستمرار المرتبة الأولى في الاستطلاعات الشعبية للمسلسل، متفوقًا على الشخصيات المشهورة الأخرى مثل إيزوكو ميدوريا وشوتو تودوروكي. وفي أفضل شخصيات الأنمي والمانغا في تمبلر، كما واحتل كاتسوكي المرتبة الثانية خلف إيزوكو في عامي 2019 و2020؛ واحتل المركز الثالث في عام 2021.
وأجرى أنمي! أنمي! استطلاعًا حيث صوت قراء شخصيات البطل الأكثر شهرة. وصُنف كاتسوكي على أنه خامس أكثر شخصية بطل يملك شعبية في عام 2021؛ والثامن في عام 2022؛ والسابع في عام 2023. وفي جوائز الأنمي الافتتاحية لـ كرانشي رول، حيث تلقت معركته ضد ديكو ترشيحًا لـ "أفضل مشهد قتالي".

### الاستجابات
أشاد أليكس أوزبورن من آي جي إن بالشخصية في تطور طوال المسلسل. وأشاد بالشخصية دانيال كورلاند من دن أوف جيك. كما وأُشيد بصوت الشخصية باللغة الإنجليزية. وأشاد سام ليتش من شبكة أخبار الأنمي بالشخصية ووصفها بأنها مذهلة وبأداء صوت أوكاموتو للشخصية. ومدح مراجع أخبار أنمي المملكة المتحدة بالشخصية. حيث كان لدى كتاب الأعمدة في مانغا نيوز مشاعر مماثلة، فلقد أشادوا بالشخصية وتطورها. وأيضاً مَدح ستيفن بلاكبيرن من سكرين رانت بتطور كاتسوكي طوال المسلسل، على الرغم من التشكيك في بعض القرارات التي اتخذتها الشخصية في الأجزاء اللاحقة من المسلسل.
شعرت تشيلسي آدامز من بعض مصادر الكتب أن كاتسوكي أصبح محبوبًا أكثر مع تقدم أحداث المسلسل. كذلك ومُدحت الشخصية من قبل بريانا لورانس من ماري سو على أن كاتسوكي وشخصيته في تطور، ووصف الشخصية بأنها مرتبطة.
في النهاية، أشاد الممثل ريو يوشيزاوا بالشخصية.